# Tempo '34
Rotterdamse Gemengde Hockey Club Tempo '34 is een hockeyclub in Rotterdam. De club ligt naast Metrolijn D ten zuiden van metrostation Slinge in Rotterdam aan de Verlengde Zuiderparkweg. Op dit moment heeft de club een kleine 500 leden en beschikt het over één zandveld, twee watervelden en één grasveld. De club heeft sinds de oprichting steeds zijn locatie op 'Zuid' weten te behouden. De buren van Tempo '34 zijn de Manege Drechterweide en Punjab Cricket Club. Tempo '34 is aangesloten als schoolsportvereniging in de wijk Pendrecht.

## Geschiedenis

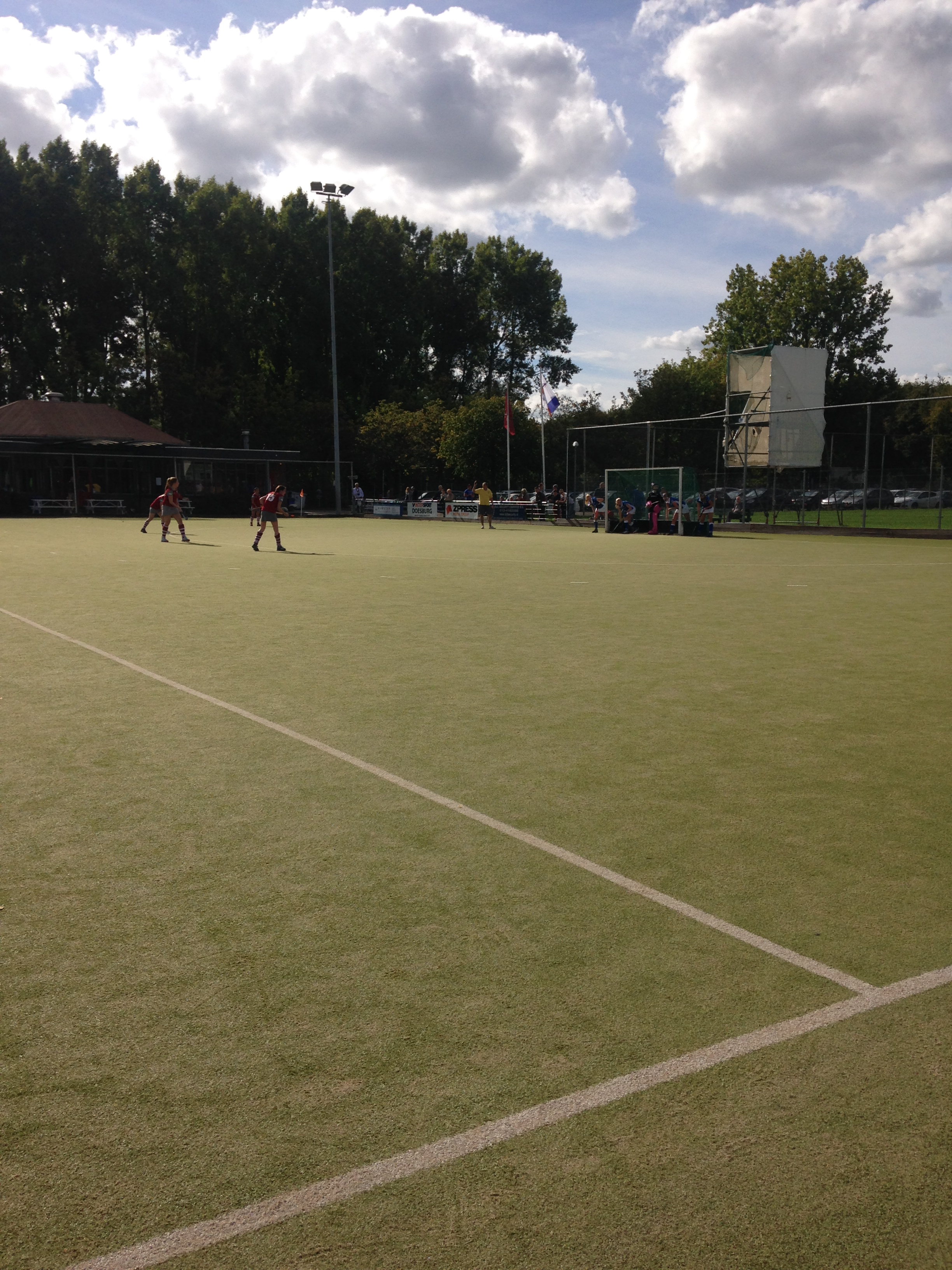
Dames 1 bij een strafcorner tegen Olympia, 5-okt-2014. Eindstand: 5-2 (winst)

Tempo '34 werd in 1934 opgericht als Rotterdamsche Mixed Hockey Club O.K. De belangrijkste personen die bij de oprichting betrokken waren heten: Mr. X.A.F. Schuit, Daaf Matson en Teun Stok. Op last van de hockeybond moest de naam binnen enkele maanden gewijzigd worden, met de reden dat er al een club met de naam O.K. bestond in Amsterdam (voorloper van Pinoké). Er werd onmiddellijk gekozen voor de naam Tempo. Tijdens de Tweede Wereldoorlog moest op last van de Duitse bezetter de naam worden gewijzigd in Rotterdamsche Gemengde Hockeyclub Tempo '34, om verengelsing tegen te gaan. Er werd eerst enige tijd op het Sportcomplex Varkenoord gespeeld, waarna in 1964 een complex aan de Spinozaweg betrokken werd. Hier had men de beschikking over een clubhuis en drie grasvelden. Na een aantal jaren werd door de gemeente Rotterdam de mogelijkheid geboden te verhuizen, wat in 1981 leidde tot vestiging aan de huidige locatie. Hier werd op 10 oktober 1981 het nieuwe clubhuis officieel in gebruik genomen. Op 30 augustus 1986 openden Feyenoorder Ben Wijnstekers en Martin Mallon van de Rotterdamse dienst voor sport en recreatie het eerste kunstgrasveld. Het tweede kunstgrasveld dateert van 1996, waarvoor een inzamelingsactie werd gehouden. Ook voor het derde kunstgrasveld dat in het najaar van 2016 werd opgeleverd is grotendeels geld ingezameld.
Langs het complex liep tot 2004 de route van de Havenspoorlijn en het karakteristieke hieraan was het lawaai van de goederentreinen die langs reden. Bovendien was tot 2007 de club alleen te bereiken via de Charloisse Lagedijk en een smal paadje, het Kalverpad, maar sindsdien biedt de doortrekking van de Zuiderparkweg in zuidelijke richting een veel betere bereikbaarheid. Deze weg is in november 2013 verder doorgetrokken met een viaduct onder de A15 naar Rhoon-Portland, zodat de club een nog betere bereikbaarheid heeft met de gemeenten Albrandswaard en Barendrecht.
Het eerste herenteam van de hockeyclub uit Rotterdam-Zuid heeft meerdere afdelingskampioenschappen gevierd en kwam in het seizoen 1992/93 uit in de Eerste klasse. In het seizoen 2013/14 werd het eerste herenteam kampioen in de Vierde Klasse B, waardoor het in het seizoen 2014/15 uit ging komen in de Derde klasse van de Bondscompetitie. Het eerste damesteam van de club komt sinds 2015 uit in de Derde klasse.

## Internationals
De club is vooral een kweekvijver voor talent. Caroline van Nieuwenhuyze-Leenders, Janneke Schopman en Fatima Moreiro de Melo kwamen uit voor het Oranje dameselftal en wonnen vele, grote internationale prijzen. Ook oud-keeper en international Bart Looije, die onder andere uitkwam voor HC Rotterdam en de Nederlandse hockeyploeg, is begonnen op Tempo '34.

## Erelijst
Heren 1
kampioen Vierde Klasse (KNHB Bondscompetitie): 2013/2014